# Kackanie
Kackanie (lit. Kackonys) – wieś na Litwie, w okręgu wileńskim, w rejonie święciańskim, w gminie Świrki.

## Historia
W czasach zaborów wieś w gminie Huduciszki, w powiecie święciańskim, w guberni wileńskiej Imperium Rosyjskiego. W 1905 roku liczyła 312 mieszkańców, 447 dziesięcin.
W dwudziestoleciu międzywojennym wieś leżała w Polsce, w województwie wileńskim, w powiecie święciańskim, w gminie Hoduciszki.
W 1931 w 60 domach zamieszkiwało 319 osób.
Od 1945 roku w Litewskiej Socjalistycznej Republice Radzieckiej.
Od 1990 na niepodległej Litwie.